# Bulbophyllum boonjee
Bulbophyllum boonjee là một loài phong lan thuộc chi Bulbophyllum.